# Abyss (catch)
Pour les articles homonymes, voir Abyss et Parks.
Chris J. Park (né le 4 octobre 1973 à Washington) est un catcheur américain connu sous le pseudonyme d'Abyss. Il est actuellement sous contrat avec la World Wrestling Entertainment comme producteur.

## Jeunesse et carrière dans le football américain
Park est né à Washington et passe son adolescence à Cleveland, où il a eu son diplôme de fin d'études secondaires et joue au sein de l'équipe de football américain de son lycée. Il est parti à l'Université de l'Ohio où il a joué au sein de l'équipe de football et a obtenu un Bachelor et un Master en management sportif. Il a eu une brève carrière de footballeur où il a joué pour les Steelers de Pittsburgh avant qu'une blessure ne mette fin à sa carrière en mars 1993.

## Carrière de catcheur

### Débuts (2001-2003)
En 1995, il décide de devenir catcheur et part s'entraîner au National Pro Wrestling Center, l'école de catch de la Northern Wrestling Federation (NWF) dirigé par l'ancien arbitre de la World Wrestling Federation Roger Ruffin. IL adopte le nom de ring d'Original Terminator et remporte son premier match par disqualification en mars 1995. Il prend le nom de Chris Justice puis de Prince Justice et continue à travailler à la NWF.
En 2001, il part pour la côte est des États-Unis où il lutte à la Bloody Rage Wrestling League (BRAWL) et sous le nom d'Eric Justice il devient champion par équipe d'Amérique du Nord de la BRAWL le 18 février et perdent ce titre le 31 mars. Il change son nom de ring pour Prince Justice et détient le championnat poids-lourds de Géorgie du 5 mai au 1er septembre. 

### Total Nonstop Action Wrestling (2003-2019)
Park est de retour à la TNA en 2003 sous le pseudo de « The Monster Abyss ». Commençant en tant que Heel en détruisant Erik Watts, Abyss deviendra par la suite le garde du corps de Kid Kash. Ils resteront alliés jusqu'en octobre, lorsque Kash trahit Abyss, ce dernier passa Face et attaqua Kash. Abyss remporta un match contre Kash, mais perdit un First Blood Steel Chair on a Pole Match face à son ancien partenaire, Kid Kash. Peu après cette défaite, la feud pris fin. Peu après, Abyss s'associa à Don Callis. Avec cette nouvelle alliance, Abyss entama une rivalité avec Raven. Cette rivalité dura pour le reste de l'année 2003, avec un match final opposant une équipe d' Abyss contre une équipe de Raven dans un Steel Cage Match. Abyss et son équipe sortirent victorieux après que les équipiers de Raven se furent retournés contre lui.
En 2004, Abyss entama sa première grosse rivalité avec A.J. Styles. Abyss était forcé de faire équipe avec A.J. pour les ceintures par équipe de la NWA et remporta les titres. Plus tard, Abyss a battu AJ Styles pour prendre le contrôle des ceintures. Après quoi les deux hommes se sont battus dans un Falls Count Anywhere, match qui s'est terminé sur un No-Contest. Le show suivant, Abyss battait à nouveau Styles, cette fois dans un ladder match pour devenir challenger no 1 au titre NWA World Heavyweight Championship. Abyss perdit ce droit pour Raven dans un match où était aussi impliqués A.J. Styles et Ron Killings.
En 2004, Abyss est managé par Goldilocks, une femme riche qui envoie souvent Abyss détruire ses ennemis dans des Money vs Contract match, mais lorsque dans la même année Alex Shelley est aussi recruté par Goldilocks, Abyss commence à devenir Face voyant que Goldilock fête toujours les victoires avec Shelley et traite Abyss comme un chien. Abyss finira par détruire Goldilocks et continuer sa route en solo. Durant le mois d'octobre, Abyss participe à un tournoi de quatre superstars pour déterminer le no 1 au titre de NWA World champion mais perdra contre Jeff Hardy. À Victory Road 2004, Abyss participe au tout premier Monsters balls match mais perdra après être tombé dans les punaises et être passé à travers une table cependant, il n'aura pas subi le tombé car c'est Monty Brown qui aura rivé les épaules de Raven.
Environ un mois plus tard, Abyss trouve un nouveau manager, Goldy Locks. Elle utilisa Abyss pour battre son ancien petit ami Erik Watts pour remporter son contrat. Elle continua d'utiliser Abyss pour remporter d'autres contrats, jusqu'à ce qu'elle recrute Alex Shelley comme assistant. Watts revint plus tard pour une revanche, avec Abyss, Shelley et Goldy Locks affrontant Erik Watts, Sonny Siaki et Desire dans un Six Person Mixed Tag Team match. Pendant le match, Abyss changea d'attitude et se retourna contre son équipe, comprenant que Goldy ne le traitait pas de la bonne manière, en attaquant Goldy Locks. Une fois séparé de son manager, Abyss commença une rivalité contre Monty Brown et Raven. Cette rivalité conduisit vers le tout premier Monster's ball match au premier Pay Per View mensuel de la TNA Victory Road le 7 novembre 2004. À Victory Road, Brown remporta le match en rivant les épaules de Raven. Abyss et Brown continueront de feuder jusqu'à ce qu'il se rencontre à nouveau dans un Serengeti Survival match à Turning Point le 5 décembre 2004, Brown remporta à nouveau le match en projetant Abyss à travers les punaises étalées sur le ring.
En 2006, Abyss rencontre James Mitchell qui deviendra son manager et lui offre un match de championnat pour le titre de la NWA contre Sting. Abyss remporte le match et devient le nouveau champion de le NWA.
Mais à Final Resolution 2007, Abyss perdra son titre face à Christian Cage dans un Triple Tree elimination match auquel Sting participait aussi. Abyss trahi James Mitchell quelques mois plus tard, James Mitchell a juré qu'il se vengerait. À No Surrender 2007, Abyss affronte Kurt Angle pour le titre de la TNA, mais Angle fera abandonner Abyss avec son Ankle Lock. Le lendemain de No Surrender, Abyss prend sa revanche dans un match en cage mais perdra à nouveau à la suite d'une intervention de Judas Mesias. La semaine suivante avec Shark Boy il affronte Relikk et Black Reign dans un match sans disqualifications, ces derniers gagnent grâce à une intervention de Judas Mesias, envoyé par James Mitchell qui devient manager de Judas Mesias. Abyss entre alors dans une rivalité contre Judas Mesias et James Mitchell.
À Against All Odds 2008, Abyss met fin à la rivalité entre lui, Judas Mesias et James Mitchell dans un Barbed Massacre match. La semaine suivante James Mitchell lance un défi à Abyss : il doit se battre contre Scott Steiner mais Abyss refuse le combat et se retire de la TNA. Il a fait son retour à Slammyversary 2008. À Bound for Glory IV, il ne remporte pas les titres par équipes de la TNA avec Matt Morgan dans le monster'ball match.
À Genesis, il a un match pour les titres par équipes de la TNA avec Matt Morgan mais il frappe malencontreusement son partenaire avec une chaise ce qui donne la victoire au Beer Money, Inc. Il rivalise ensuite contre son partenaire et la rivalité se finit à Against All Odds en Hardcore Match, où Park tombe sur des punaises. Il est en train de suivre un traitement avec son psychologue Dr Stevie.
Il refusa un contrat avec la WWE car il se considère comme un original de la TNA.
Puis il a perdu contre un mystérieux catcheur, qui est en fait Mr. Anderson (anciennement Mr. Kennedy).

#### Immortal (2010-2011)

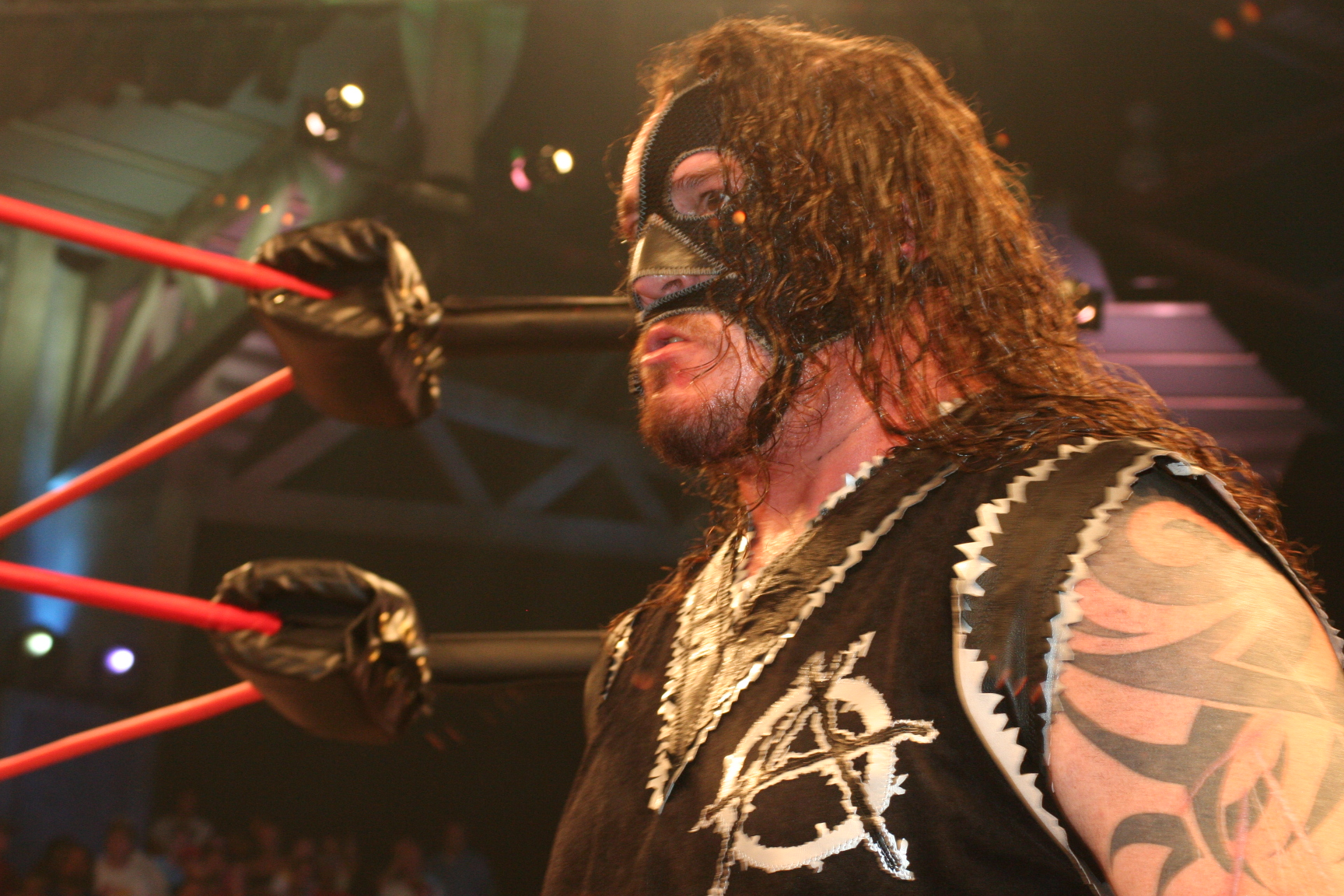
Abyss en juillet 2010.

Lors de Destination X 2010, il affronta AJ Styles pour le TNA Heavyweight Championship.
Le 15 mars à Impact, il accompagna Jeff Hardy qui affronta AJ Styles dans le Main Event. À la fin du match, il porta un chokeslam sur Ric Flair après que celui-ci eut frappé Abyss à de multiples reprises avec une chaise. Lors du Tna "IMPACT" du 17 juin 2010 Abyss attaque Kenneth Anderson et Jeff Hardy. Il effectue donc un heel turn.Lors du TNA "IMPACT" du 
1er juillet 2010 Abyss a droit à un combat contre Jeff Hardy, match que Hardy gagna avec pour arbitre Rob Van Dam, après le combat Mr.Anderson veut attaquer Abyss avec une chaise mais celui-ci esquive et Anderson touche Jeff Hardy. Lors d'Impact du 12 août, il est opposé à Rob Van Dam pour le TNA World Heavyweight Championship dans un stairway to janice match. C'est RVD qui gagne le match et conserve son titre mais à la fin de la soirée, il attaque et passe littéralement à tabac le champion, le faisant même saigner abondamment. Lors d'Impact du 19 août, avant le show, lui et Jeff Hardy se bagarrent car ce dernier en veut à Abyss d'avoir blessé son ami RVD et de lui avoir coûté le titre. Il a fallu l'intervention de la sécurité pour séparer les deux hommes. Tout le monde pensait que Sting et Kevin Nash (équipe) agissaient en tant que Heel car ils attaquaient sans cesse Hulk Hogan et Jeff Jarett en disant qu'ils étaient méchants depuis leur arrivée à la TNA, mais tout le monde pensait le contraire jusqu'à Bound for Glory (2010) où Jeff Hardy, Jeff Jarett, Hulk Hogan et Eric Bischoff deviennent Heel en attaquant les participants du TNA World Heavyweight Championship en révèlent que s'étaient eux les "ILS" D'Abyss.
Lors de Turning Point, il bat D'angelo Dinero. Lors de l'Impact du 18 novembre, il affronte Shannon Moore dans un casket match qui se finit par un no contest. Lors de l'Impact du 2 décembre, lui et Jeff Jarrett affronte Samoa Joe et The Pope dans un match qui se finira en No Contest. À Final Resolution 2010, il bat The Pope. Lors de l'Impact, il perd contre Douglas Williams et ne gagne pas le titre TNA TV Championship. Lors de l'Impact du 23 décembre, il perd avec Beer Money, Inc. et Jeff Hardy face à Rob Van Dam, Matt Morgan et Motor City Machine Guns permettant à ces derniers de conserver leurs titres.

#### Télévision puis X Division Champion (2011)

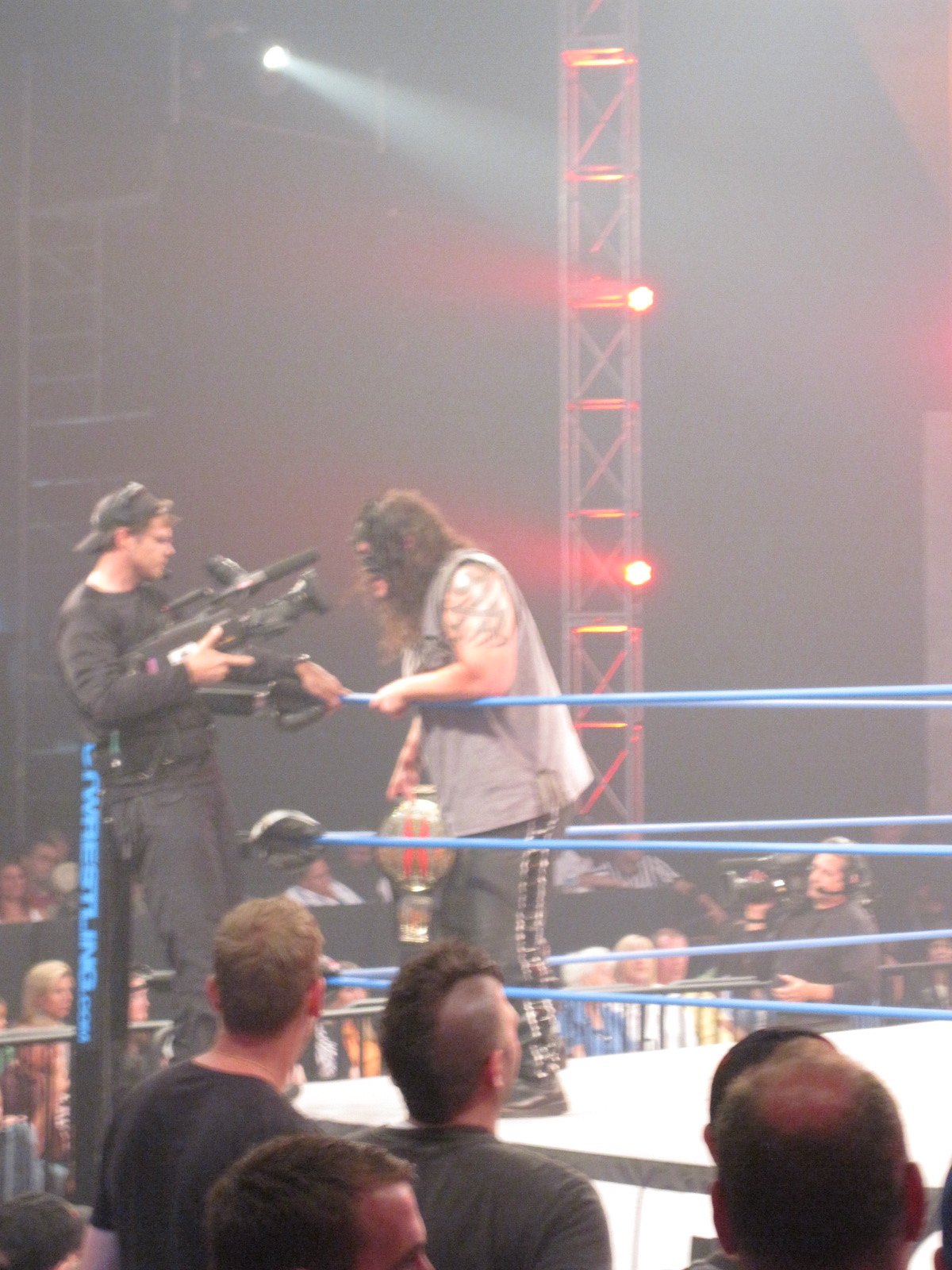
Abyss en 2011

Lors de TNA Genesis 2011, il remporte le TNA Television Championship contre Douglas Williams. Lors de l'édition de TNA Impact du 13 janvier 2011, il se fait étrangler en coulisses par le jeune Crimson (frère d'Amazing Red), qui annonce le retour de « they ». La semaine suivante Crimsom lui plante, Janice, son arme fétiche (une planche de bois couvertes de clous) dans le dos et c'est pour cette raison qu'il est absent. Il laisse donc la ceinture de la Télévision, Vacante. Ceinture qu'un autre membre des Immortels, Gunner, récupère.
Il fait son retour à Impact! le 24 mars. Lors de l'Impact du 31 mars, lui, Matt Hardy et Bully Ray battent RVD, Sting et Mr. Anderson dans un Steel cage match. Le 14 avril lors d'Impact, il bat James Storm et plus tard dans la soirée, effectue un Chokeslam sur Crimson. À Lockdown 2011, lui, Ric Flair, Matt Hardy et Bully Ray perdent contre Fortune (Christopher Daniels, Kazarian et Beer Money, Inc. dans un Lethal Lockdown match. À Impact! du 21 avril il bat Rob Van Dam mais se blesse aux dents pendant le match et se fait opérer. Lors de Sacrifice, il perd contre Crimson.
Lors d'Impact du 19 mai, il devient le nouveau X-Division Champion en battant Kazarian et il devient du même coup le 4e TNA Triple Crown Champion et le 2e TNA Grand Slam Champion,. Lors de Slammiversary, il bat Kazarian et Brian Kendrick et conserve son titre. Lors de Impact Wrestling du 23 juin, il perd face à "L'Icon Sting" dans le Main Event. Lors de Destination X, il perd son titre contre Brian Kendrick. Le 28 juillet lors d'Impact Wrestling, il perd face à Brian Kendrick pour son match retour dans un Ultimate X Match. Lors de Hardcore Justice, lui, Gunner et Scott Steiner perdent contre Fortune après le Moonsault de A.J. Styles porté sur Abyss. Lors de l'Impact Wrestling du 10 novembre il effectue un face turn en faisant équipe avec Jeff Hardy et Mr. Anderson. Lors de Turning Point, lui et Mr. Anderson battent Scott Steiner et Bully Ray. Lors de Genesis, il bat Bully Ray dans un Monster's Ball Match.
Depuis ce match, Abyss n'a plus fait d'apparitions à la TNA. On voit d'ailleurs maintenant à chaque épisode son frère qui demande à chaque catcheur et catcheuse s'ils ne savent pas où le Big Monster se trouve.

#### TNA Ring Ka King (2011-2012)
Abyss est à la Ring Ka King, une division de la TNA où Jeff Jarett est le directeur. Lors du show du 22 février, lui et Scott Steiner battent Chavo Guerrero, Jr et Bulldog Hart et remportent les Ring Ka King Tag Team Championship. Lors du show du 14 avril, Scott Steiner et lui perdent contre les Bollywood Boys et perdent leurs titres.

#### Retour à la TNA (2012)
Il fait son retour à Slammiversary 2012 en portant un chokeslam sur Bully Ray à travers une table. On le voit ensuite lors des semaines suivantes, toujours en intervenant dans les matchs de Bully Ray.

#### Joseph Park (2012-2014)
Lors d'un Show Impact Wrestling, on aperçoit un nouveau personnage ressemblant beaucoup à Abyss. Ce dernier se présente comme son frère. Il veut faire partie du roster de la TNA, ce que Hulk Hogan accepte volontiers. Il s'absente plusieurs semaines pour aller s'entraîner à la OVW.
Lors de son retour, il se dit en pleine forme et accepte donc de commencer le catch à la TNA. Lors de son premier combat, il se fait attaquer par les Aces and Eights et décide de combattre ces derniers avec le roster de la TNA. Lors de Genesis 2013, il perd contre Devon. Lors de Lockdown, il bat Joey Ryan. Lors de l'Impact Wrestling du 21 mars, il perd contre Matt Morgan.

#### Retour d'Abyss à la TNA et TNA Television Champion (2013-2014)
Lors de Impact Wrestling du 9 mai, il fait son retour en tant qu'Abyss, c'est la personne surprise dans l'équipe de Kurt Angle & Sting contre les Aces & Eights ils attaquent Bully Ray et Devon et détruisent Mr Anderson avec un chokeslam sur une table et le fait le tomber sur Devon. Lors de Slammiversary XI, il remplace son frère Joseph Park, qui s'est fait attaquer par les Aces & Eights en backstage, bat Devon et remporte pour la deuxième fois le titre TNA Television Championship. Il fait son retour le 23 janvier 2014 en attaquant The BroMans.

#### Diverses rivalités (2014)
Lors du Pay-per-View Lockdown en mars 2014, il effectue un heel-turn en s'alliant à Magnus contre Samoa Joe.lors de l'impact wrestling suivant il apparait avec un nouveau masque et révèle s'être associé avec Magnus pour l'argent.Peu après il bat Samoa Joe par disqualification à la suite d'une intervention d'Eric Young.

#### The Revolution (2014-2015)
Le 12 novembre 2014, il effectue un heel turn en rejoignant The Revolution et en faisant équipe avec James Storm pour battre The Wolves (Davey Richards et Eddie Edwards) afin de remporter les TNA World Tag Team Championship.

#### The Decay (2016-2017)
Lors de Impact Wrestling du 26 janvier, il forme un nouveau clan nommé The Decay avec Crazzy Steve et Rosemary, ils s'attaquent The Wolves. Lors de l' impact Wrestling du 16 février, lui et Crazzy Steve perdent contre The Wolves (Davey Richards et Eddie Edwards) dans un Monster's Ball match et ne remportent pas les TNA World Tag Team Championship. Lors de Impact Wrestling du 26 avril, ils battent Beer Money, Inc. (James Storm et Bobby Roode) et remportent les TNA World Tag Team Championship. Lors de Impact Wrestling du 10 mai, ils conservent leur titres contre James Storm et Jeff Hardy. Lors de Slammiversary (2016), ils conservent leur titres contre The BroMans (Jessie Godderz et Robbie E). Lors de Impact Wrestling du 14 juin, ils conservent leur titres dans un Four Corners Match contre Mahabali Shera et Grado, The BroMans  et The Tribunal (Baron Dax et Basile Baraka). Lors de Bound for Glory (2016), ils perdent les titres contre The Hardys (Jeff Hardy et Matt Hardy) dans un Extreme Rules Match intitulé The Great War.
Lors de Impact Wrestling du 23 mars, ils perdent contre The Latin American Xchange (Ortiz et Santana) dans un Fatal 4 Way Tag Team match qui comportaient également Reno SCUM et Laredo Kid et Garza Jr et ne remportent pas les Impact World Tag Team Championship.
Le 1er mars 2018 à Impact, il perd contre Kongo Kong.

#### Retour de Abyss (2018)
Le 15 mars à Impact, il fait son retour en tant que Abyss, il est également défié par Kongo Kong pour un match pour la semaine suivante, match que Abyss accepte. Le 22 mars à Impact, il perd un Monster's ball match contre Kongo Kong après plusieurs interventions de Jimmy Jacobs. 
Le 3 mai à Impact, il apparaît sous les traits de Joseph Park aux côtés de Grado jusqu'à ce que Austin Aries ne vienne les déranger et leur manquer de respect.

#### Impact Hall of Fame (2018)
Le 13 octobre, il est intronisé au Hall of Fame de Impact Wrestling. Lors de Bound for Glory 2018, il attaque Eli Drake,  le faisant passer à travers une table avec un Chokeslam.    

### Asistencia Asesoría y Administración (2004–2012)
Lors de Héroes Inmortales 2011, lui et Chessman battent Extreme Tiger et Jack Evans dans un Tables, Ladders, and Chairs match et remportent les AAA World Tag Team Championship. Le 6 mai 2012, ils conservent leur titres contre Mexican Powers (Joe Líder et Juventud Guerrera). Le 13 juillet, il perd contre L.A. Park et ne remporte pas le AAA Latin American Championship.

### Ohio Valley Wrestling (2018-2019)

#### Double OVW Heavyweight Champion (2018-2019)
Le 25 juillet 2018 à la OVW, Amon offre le OVW Heavyweight Championship à Abyss. 7 jours plus tard, le titre est rendu vacant par Dean Hill. Le 10 octobre lors de l'enregistrement de l'épisode de la OVW, il bat Hurricane Helms. Plus tard, il bat Justin Smooth et remporte le OVW Heavyweight Championship qui était vacant.
Lors de OVW Christmas Chaos, il perd par disqualification contre Hurricane Helms au cours d'un steel cage match mais conserve son titre. Le 30 janvier 2019 lors de OVW TV, il perd son titre contre Tony Gunn.

### World Wrestling Entertainment (2019-...)
En janvier 2019, il est annoncé que Park venait de signer un contrat avec la WWE pour travailler en tant que coach à la NXT avec Sonjay Dutt.
Le 14 août 2020, il apparaît à SmackDown sous le personnage de Joseph Park, le statisticien du champion intercontinental AJ Styles, il recevra un coup de la part de Jeff Hardy lors d'un segment avec Styles le même soir.

## Palmarès
- Asistencia Asesoria y Administracion
  - 1 fois AAA World Tag Team Championship avec Chessman

- American States Wrestling Alliance
  - 1 fois ASWA Tag Team Championship avec Chris Harris[35]

- Border City Wrestling
  - 1 fois BCW Can-Am Heavyweight Champion

- Buckeye Pro Wrestling
  - 1 fois BPW Heavyweight Champion

- International Wrestling Association
  - 3 fois IWA Hardcore Champion
  - 1 fois IWA Intercontinental Heavyweight Champion
  - 3 fois IWA World Tag Team Championavec Miguel Pérez, Jr. (2) et Shane the Glamour Boy (1)

- Mountain Wrestling Association
  - 1 fois MWA Heavyweight Champion

- Monster Factory Pro Wrestling
  - 1 fois MFPW Heavyweight Champion[36]

- National Wrestling Alliance
  - 1 fois NWA Cyberspace Heavyweight Champion
  - 1 fois NWA Iowa Heavyweight Champion
  - 1 fois NWA Missouri Heavyweight Champion
  - 1 fois NWA Wildside Heavyweight Champion

- Northern Wrestling Federation
  - 1 fois NWF Heavyweight Champion

- One Pro Wrestling
  - 2 fois 1PW World Heavyweight Champion

- Universal Wrestling Alliance
  - 1 fois UWA Heavyweight Champion

- Ohio Valley Wrestling
  - 2 fois OVW Heavyweight Championship

- Ring of Honor
  - Trios Tournament winner (2006) avec Alex Shelley et Jimmy Rave

- Ring Ka King
  - 1 fois RKK Tag Team Champion avec Scott Steiner[37]

- Total Nonstop Action Wrestling/Impact Wrestling
  - 1 fois NWA World Heavyweight Championship
  - 1 fois NWA World Tag Team Championship avec A.J. Styles
  - 2 fois TNA World Tag Team Championship avec James Storm (1) et Crazzy Steve (1)
  - 2 fois TNA Television Championship
  - 1 fois TNA X Division Championship
  - Impact Hall of Fame (2018)
  - Gauntlet for the Gold (2005 – Heavyweight)
  - Fight for the Right (2006)
  - 2e TNA Grand Slam Champion
  - 4e TNA Triple Crown Champion
  - Match of the Year (2005) vs. Sabu, Barbed Wire Massacre le 11 décembre.
  - Who to Watch in 2004

## Récompenses des magazines
- Pro Wrestling Illustrated

| Année | 2002 | 2003       | 2004 | 2005 | 2006 | 2007 | 2008 | 2009 | 2010 | 2011 | 2012 | 2013 | 2014 | 2015 | 2016 | 2017 |
| ----- | ---- | ---------- | ---- | ---- | ---- | ---- | ---- | ---- | ---- | ---- | ---- | ---- | ---- | ---- | ---- | ---- |
| Rang  | 236  | Non classé | 348  | 37   | 38   | 23   | 104  | 96   | 23   | 60   | 115  | 83   | 109  | 112  | 87   | 77   |